# Stanislav Levtchenko
Pour les articles homonymes, voir Levtchenko.
Stanislav Alexandrovitch Levtchenko (en russe : Станислав Александрович Левченко), né le 28 juillet 1941 est un ancien officier soviétique du KGB, qui fit défection aux États-Unis en 1979.

## Biographie

### Études
Né à Moscou, Levchenko poursuivit des études supérieures à l'Institut d'Asie et d'Afrique de l'Université d'État Lomonossov de Moscou, puis à l'Institut d'études orientales de l'Académie des Sciences de l'URSS.

### Carrière
Après avoir travaillé pour le GRU, les services de renseignement militaires, pendant deux ans, il commença à travailler pour le KGB en 1968, mais ne devint un véritable agent qu'en 1971. En 1975, il fut envoyé à l'étranger, sous la couverture d'un journaliste employé par le magazine russe Novoïe Vremia (« Temps nouveaux »), à Tokyo, au Japon. Son travail consistait à recruter des ingénieurs et des scientifiques japonais, qui avaient accès à des technologies américaines de pointe.
Levchenko fit défection au profit des États-Unis en octobre 1979, et fournit au gouvernement américain des informations détaillées sur le réseau d'espionnage du KGB au Japon. Il témoigna devant le Congrès au début des années 1980. Levtchenko livra ainsi les noms de près de 200 agents japonais qui avaient travaillé pour le KGB, y compris un ancien ministre du Travail, membre du Parti libéral-démocrate, Hirohide Ishida, et un dirigeant du Parti social-démocrate, Seiichi Katsumata. Takuji Yamane, du journal Sankei Shimbun, fut également mentionné.
Un tribunal soviétique condamna Levtchenko à mort en 1981. Svetlana et Nikolaï Ogorodnikov, deux agents du KGB se faisant passer pour des Juifs soviétiques immigrés, tentèrent de le prendre en chasse aux États-Unis, mais ils furent découverts dans le cadre de l'affaire Richard Miller, un agent du FBI recruté par le KGB.
Levtchenko publia son autobiographie en anglais sous le titre : On the Wrong Side: My Life in the KGB (1988). Une version japonaise avait été publiée en 1985. Il explique notamment comment la vulnérabilité d'un agent potentiel était mesuré suivant un acronyme américain bien connu des agences de renseignement dans le monde : MICE, pour money, ideology, compromise, ego (argent, idéologie, compromettre, égo).
Levtchenko a la citoyenneté américaine depuis 1989.

## Publication
- Stanislas Levchenko, On the Wrong Side: My Life in the KGB, New York, Pergamon-Brassey's, 1988.